# Paul Millsap
Paul Millsap (Monroe, Luisiana, 10 de febrero de 1985) es un exjugador de baloncesto estadounidense que disputó 16 temporadas en la NBA. Con 2,01 metros de estatura, su posición natural en la cancha era de ala-pívot. 

## Carrera

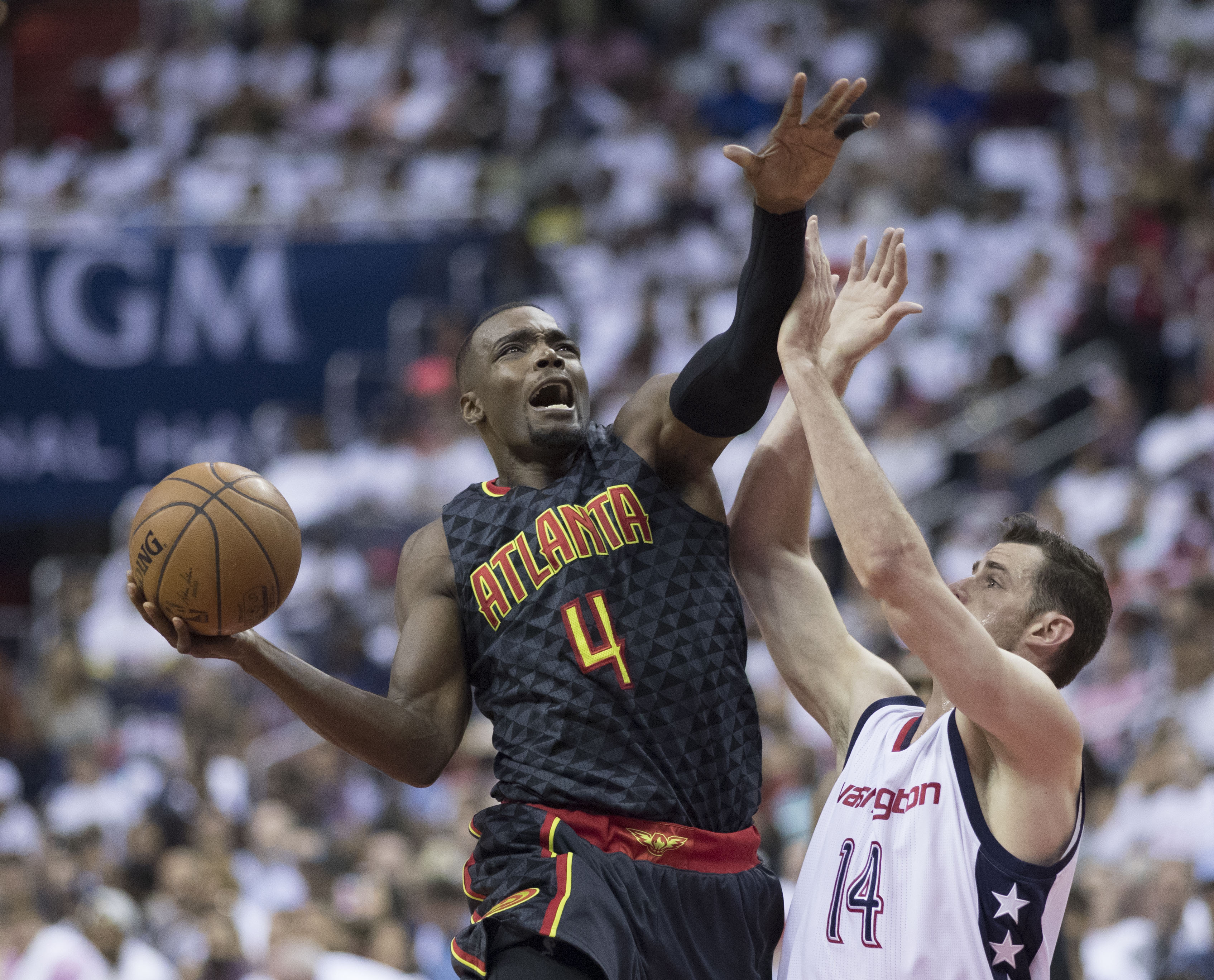
Paul Millsap en la Ronda 1 de los Play-Offs de la temporada 2016/17, mientras militaba en las filas de los Hawks.

### Universidad
Millsap asistió a la Universidad Tecnológica de Luisiana, donde en las tres temporadas que jugó con los Bulldogs promedió 18,6 puntos, 12,7 rebotes, 1,99 tapones y 1,32 robos de balón en 92 partidos. Se convirtió en el único jugador en la historia de la NCAA en liderar la nación en rebotes en tres campañas consecutivas, y en el quinto en ganar títulos de máximo reboteador en temporadas seguidas. Pulverizó casi todos los récords de rebotes, siendo también el único jugador en liderar en rebotes en su año freshman y sophomore. 
Finalizó su periplo universitario séptimo en anotación en toda la historia de Louisiana Tech, con 1701 puntos, y segundo en rebotes con 1172, además de conseguir 67 dobles-dobles en su carrera. En sus años sophomore y júnior fue elegido en el mejor quinteto de la Western Athletic Conference y en como freshman, en el segundo. Fue nombrado el Freshman del Año de su conferencia tras firmar 15,6 puntos y 12,5 rebotes y 35,1 minutos en 30 partidos (29 de titular).

### NBA
Fue seleccionado por Utah Jazz en la 47.ª posición de la segunda ronda del Draft de la NBA de 2006, sorprendiendo por su elección tan baja. A finales de 2006, varios analistas deportivos colocaban a Millsap como candidato al Rookie del Año. Sorprendió a todos por su gran año rookie, demostrando ser un auténtico "robo de draft". Consiguió 6 dobles-dobles, y promedió 6.8 puntos, 5.2 rebotes, 0.9 tapones y un 52.5% en tiros de campo (17º mejor en la NBA) en 82 partidos. Su tiempo en cancha se incrementó tras la lesión de Carlos Boozer, aunque solo disputó un partido como titular en toda la temporada. 
Fue seleccionado en el segundo mejor quinteto de rookies de la NBA de la temporada 2006-07.
En el verano de 2013, tras siete temporadas en Utah, firmó un contrato con los Atlanta Hawks por dos temporadas. Titular indiscutible con los Hawks durante sus dos primeras temporadas, el 9 de julio de 2015, renueva por tres años y $59 millones. En ese periodo, fue cuatro veces consecutivas All-Star de la NBA, y en su última temporada anotó 18,1 puntos por partido.
El 13 de julio de 2017, después de pasar cuatro años en Atlanta, firma por tres años y $90 millones con Denver Nuggets. En diciembre de 2020, renueva por un año con los Nuggets por $10 millones.
Tras cuatro temporadas en Denver, el 2 de septiembre de 2021, firma a por Brooklyn Nets.
El 10 de febrero de 2022 es traspasado junto a James Harden a Philadelphia 76ers, a cambio de Ben Simmons, Seth Curry y Andre Drummond.

### BIG3 y retirada
Se unió al BIG3 en 2024 como parte del equipo Aliens, compartiendo plantilla junto a sus hermanos Elijah y John, que también fueron jugadores profesionales de baloncesto.
Tras dos temporadas sin equipo profesional, en diciembre de 2024, anuncia formalmente su retirada. A los 39 años y después de 16 temporadas en la NBA, se despide de las canchas habiendo sido cuatro veces All-Star y uno de los ocho jugadores en toda la historia en conseguir 500 triples, 1000 tapones y 1000 robos.

## Estadísticas de su carrera en la NBA

### Temporada regular
| Año      | Equipo       | PJ   | PT  | MPP  | %TC  | %3P  | %TL  | RPP | APP | ROB | TPP | PPP  |
| -------- | ------------ | ---- | --- | ---- | ---- | ---- | ---- | --- | --- | --- | --- | ---- |
| 2006-07  | Utah         | 82   | 1   | 18.0 | .525 | .333 | .673 | 5.2 | .8  | .8  | .9  | 6.8  |
| 2007-08  | Utah         | 82   | 2   | 20.8 | .504 | .000 | .677 | 5.6 | 1.0 | .9  | .9  | 8.1  |
| 2008-09  | Utah         | 76   | 38  | 30.1 | .538 | .000 | .699 | 8.6 | 1.8 | 1.0 | 1.0 | 13.5 |
| 2009-10  | Utah         | 82   | 8   | 27.8 | .538 | .111 | .693 | 6.8 | 1.6 | .8  | 1.2 | 11.6 |
| 2010-11  | Utah         | 76   | 76  | 34.3 | .531 | .391 | .757 | 7.6 | 2.5 | 1.4 | .9  | 17.3 |
| 2011-12  | Utah         | 64   | 62  | 32.8 | .495 | .226 | .792 | 8.8 | 2.3 | 1.8 | .8  | 16.6 |
| 2012-13  | Utah         | 78   | 78  | 30.4 | .490 | .333 | .742 | 7.1 | 2.6 | 1.3 | 1.0 | 14.6 |
| 2013-14  | Atlanta      | 74   | 73  | 33.5 | .461 | .358 | .731 | 8.5 | 3.1 | 1.7 | 1.1 | 17.9 |
| 2014-15  | Atlanta      | 73   | 73  | 32.7 | .476 | .356 | .757 | 7.8 | 3.1 | 1.8 | .9  | 16.7 |
| 2015-16  | Atlanta      | 81   | 81  | 32.7 | .470 | .319 | .757 | 9.0 | 3.3 | 1.8 | 1.7 | 17.1 |
| 2016-17  | Atlanta      | 69   | 67  | 34.0 | .442 | .311 | .768 | 7.7 | 3.7 | 1.3 | .9  | 18.1 |
| 2017-18  | Denver       | 38   | 37  | 30.1 | .464 | .345 | .696 | 6.4 | 2.8 | 1.0 | 1.2 | 14.6 |
| 2018-19  | Denver       | 70   | 65  | 27.1 | .484 | .365 | .727 | 7.2 | 2.0 | 1.2 | .8  | 12.6 |
| 2019-20  | Denver       | 51   | 48  | 24.3 | .482 | .435 | .816 | 5.7 | 1.6 | .9  | .6  | 11.6 |
| 2020-21  | Denver       | 56   | 36  | 20.8 | .476 | .343 | .724 | 4.7 | 1.8 | .9  | .6  | 9.0  |
| 2021-22  | Brooklyn     | 24   | 0   | 11.3 | .376 | .222 | .706 | 3.7 | 1.0 | .2  | .5  | 3.4  |
| 2021-22  | Philadelphia | 9    | 1   | 11.8 | .433 | .250 | .714 | 2.8 | .6  | .6  | .2  | 3.7  |
| Total    | Total        | 1085 | 746 | 28.1 | .489 | .341 | .736 | 7.1 | 2.2 | 1.2 | 1.0 | 13.4 |
| All-Star | All-Star     | 4    | 0   | 15.8 | .381 | .300 | .000 | 4.3 | 2.0 | .8  | .0  | 4.8  |

### Playoffs
| Año   | Equipo       | PJ  | PT | MPP  | %TC  | %3P  | %TL  | RPP  | APP | ROB | TPP | PPP  |
| ----- | ------------ | --- | -- | ---- | ---- | ---- | ---- | ---- | --- | --- | --- | ---- |
| 2007  | Utah         | 17  | 0  | 15.5 | .525 | .000 | .667 | 4.4  | .5  | .6  | .5  | 5.9  |
| 2008  | Utah         | 12  | 0  | 17.5 | .516 | .000 | .520 | 3.9  | .3  | .6  | 1.3 | 6.4  |
| 2009  | Utah         | 5   | 0  | 31.0 | .510 | .000 | .500 | 8.0  | 1.6 | .8  | 1.0 | 11.8 |
| 2010  | Utah         | 10  | 0  | 32.3 | .574 | .000 | .690 | 8.8  | 2.2 | 1.1 | 1.4 | 18.0 |
| 2012  | Utah         | 4   | 4  | 34.8 | .370 | .000 | .500 | 11.0 | .5  | .3  | 2.5 | 12.0 |
| 2014  | Atlanta      | 7   | 7  | 38.1 | .398 | .333 | .804 | 10.9 | 2.9 | 1.4 | 1.9 | 19.4 |
| 2015  | Atlanta      | 16  | 15 | 35.4 | .407 | .306 | .744 | 8.7  | 3.4 | 1.6 | .9  | 15.2 |
| 2016  | Atlanta      | 10  | 10 | 36.5 | .431 | .242 | .745 | 9.4  | 2.7 | 1.3 | 2.3 | 16.7 |
| 2017  | Atlanta      | 6   | 6  | 36.6 | .505 | .176 | .811 | 9.3  | 4.3 | 1.7 | .7  | 24.3 |
| 2019  | Denver       | 14  | 14 | 33.5 | .468 | .316 | .770 | 6.7  | .8  | .9  | 1.1 | 14.6 |
| 2020  | Denver       | 19  | 19 | 24.2 | .398 | .341 | .796 | 4.7  | 1.2 | .6  | .5  | 8.0  |
| 2021  | Denver       | 9   | 0  | 12.1 | .440 | .261 | .615 | 3.9  | 1.7 | .3  | .9  | 6.4  |
| 2022  | Philadelphia | 1   | 0  | 6.0  | —    | —    | —    | 1.0  | 1.0 | .0  | .0  | .0   |
| Total | Total        | 130 | 75 | 27.3 | .456 | .286 | .726 | 6.8  | 1.7 | .9  | 1.1 | 12.1 |

## Vida personal
Es hermano de Abraham, Elijah y John Millsap, todos ellos jugadores de baloncesto.